# Шапошникова Олімпіада Гаврилівна
Олімпіада Гаврилівна Шапошникова (1923–2002) — український історик, археолог, кандидат історичних наук (з 25 травня 1962 року), лауреат Державної премії УРСР в галузі науки і техніки (за 1977 рік).

## Біографія
Народилась у 1923 році. Працювала старшим науковим співробітником у Інституті археології НАН України. Жила в Києві в будинку на вулиці Бастіонній 3/12, квартира 49. Померла у 2002 році.
В 1952—1955 під керівництвом О. Лагодовської брала участь в дослідженнях багатошарового поселення Михайлівка, що розташовувалось на нижньому Дніпрі в зоні будівництва Каховської ГЕС.

## Праці
- Древности Поингулья. К., «Наукова думка» 1977; (рос.)
- Археологические памятники Поингулья. К., «Наукова думка» 1980; (рос.)
- Ямная культурно-историческая область: (Южнобугский вариант). К., «Наукова думка» 1986 (у співавторстві); (рос.)
- Древнейшие скотоводы степей юга Украины: Сборник научных трудов. К., «Наукова думка» 1987; (рос.)
- Новые памятники ямной культуры степной зоны Украины. К., «Наукова думка» 1988[3]. (рос.)
- Михайловське поселення. — К., 1962 (у співавторстві).